# Чарыев, Расул Максатович
 Расул Максатович Чарыев (туркм. Rasul Maksatowiç Çaryýew; родился 30 сентября 1999, Ашхабад, Туркменистан) — туркменский футболист, вратарь клуба «Ахал» и национальной сборной Туркменистана.

## Клубная карьера
Начал свою профессиональную карьеру в высшей лиги Туркменистана в 2019 году в составе команды «Копетдаг».
В начале 2021 года подписал контракт с клубом «Ахал». 14 мая 2021 года в игре против «Равшана» дебютировал за новый клуб в Кубке АФК-2021.

## Карьера в сборной
Расул Чарыев впервые вызвали в основную сборную Туркменистана весной 2021 года. Это было связано с травмой основного голкипера команды Мамеда Оразмухамедова. Главный тренер команды Язгулы Ходжагельдыев выпустил на поле Чарыева в гостевом матче отбора чемпионата мира-2022 против Республики Корея (0:5), для которого этот матч стал дебютным в составе сборной.